# 中共中央办公厅老干部局
中共中央办公厅老干部局，是中共中央办公厅内设机构，负责老干部工作。

## 沿革
1988年，中共中央办公厅机构改革，调整后设调研室、秘书局、警卫局、机要局、机要交通局、中直管理局、中央档案馆、毛主席纪念堂管理局、特别会计室、老干部局、人事局、机关党委办公室12个局级机构。1993年12月，中央办公厅机构改革，调整后设一个副部级机构（中央档案馆暨国家档案局），10个职能局：调研室、秘书局（其中法规室是副局级机构，设在秘书局）、警卫局、机要局、机要交通局、中直管理局、特别会计室、老干部局、人事局和机关党委。

## 机构设置
- 行政处[3]
- 服务一处[4]
- 服务二处
- 服务三处
- 服务四处
- 服务五处[5]
- 官园活动处[5]
- 文津俱乐部[5]
- 万寿路俱乐部[5]

## 历任领导
| 局长 - 徐中远（？—？） …… - 宋奎兰（？—？） - 韩立平（？—？） - 游广斌（？—2016年4月） 巡视员 - 凌振国（2001年12月—2006年8月） - 栗兰台（？—？） | 副局长 - 杨银禄（？—？） …… - 孟韶山（？—？） - 凌振国（1996年1月—2006年8月，2001年12月起为巡视员兼） - 江晓平（？—？） - 林晓兰（？—？） - 韩洪冰（？—？） - 程清峰（？—？） 副巡视员 |